# Азербайджано-экваториальногвинейские отношения
Азербайджано-экваториальногвинейские отношения — двусторонние дипломатические отношения между Азербайджанской Республикой и Республикой Экваториальная Гвинея в политической, социально-экономической, культурной и других сферах.
Сотрудничество между странами осуществляется, главным образом, в сфере энергетики, инвестиций, торговли, образования и так далее.

## Дипломатические отношения
Дипломатические отношения между Азербайджаном и Экваториальной Гвинеей впервые были установлены 11 ноября 2004 года.
Чрезвычайным послом Экваториальной Гвинеи в Азербайджане является Хосе Эсоно Мича Акенга.
В октябре 2019 года Президент Экваториальной Гвинеи Нгема Мбасого нанёс официальный визит в Азербайджан с целью поучаствовать в XVIII Саммите глав государств и правительств стран-членов Движения неприсоединения.

## Экономическое сотрудничество
Согласно статистическим данным торгового отделения ООН (COMTRADE), в 2011 году объём экспорта инструментов, орудий, столовых приборов из Азербайджана составил 1,21 тысячи долларов США.

## Международное сотрудничество
На международной арене сотрудничество между странами осуществляется в рамках различных международных организаций: Движение неприсоединения, Форум стран-экспортёров газа (ФСЭГ) и так далее.
В декабре 2016 года Азербайджан и Экваториальная Гвинея, так же, как и другие страны, не входящие в ОПЕК, договорились о сокращении ежегодной добычи нефти.
В ноябре 2019 года Президент Азербайджана Ильхама Алиева был приглашён в Экваториальную Гвинею на пятый саммит глав государств-членов Форума стран-экспортёров газа.